# ثابت الالتواء
ثابت الألتواء هي خاصية هندسية لمقطع الذي يتكون من علاقة بين زاوية الألتواء وعزم محوري.

## تاريخ
عام 1820، مهندس فرنسي إستنتج ثابت الألتواء من عزم القصور الذاتي لكمرة.

## إستنتاج جزئي
لكمرة عرض قطاعها منتظم:
{\displaystyle \theta ={\frac {TL}{JG}}}
حيث :
- {\displaystyle \theta } زاوية الألتواء.
- T ازدواج علي الكمرة.
- L طول الكمرة.
- J ثابت الألتواء.
- G ثابت القص.

## مثال

### دائرة
{\displaystyle J_{zz}=J_{xx}+J_{yy}={\frac {\pi r^{4}}{4}}+{\frac {\pi r^{4}}{4}}={\frac {\pi r^{4}}{2}}}

### قطع ناقص
{\displaystyle J\approx {\frac {\pi a^{3}b^{3}}{a^{2}+b^{2}}}}

### مربع
{\displaystyle J\approx \,2.25a^{4}}

### مستطيل
{\displaystyle J\approx \beta ab^{3}}
| a/b                     | {\displaystyle \beta } |
| ----------------------- | ---------------------- |
| 1.0                     | 0.141                  |
| 1.5                     | 0.196                  |
| 2.0                     | 0.229                  |
| 2.5                     | 0.249                  |
| 3.0                     | 0.263                  |
| 4.0                     | 0.281                  |
| 5.0                     | 0.291                  |
| 6.0                     | 0.299                  |
| 10.0                    | 0.312                  |
| {\displaystyle \infty } | 0.333                  |

 وبالتالي يمن استخدام هذة المعادلة بنسبة خطأ لا تزيد عن 4%
{\displaystyle J\approx ab^{3}\left({\frac {1}{3}}-0.21{\frac {b}{a}}\left(1-{\frac {b^{4}}{12a^{4}}}\right)\right)}

### أنبوب رفيعة مفتوحة
{\displaystyle J={\frac {1}{3}}Ut^{3}}